# Chromatická stupnice
Jako chromatické jsou označovány stupnice, rozdělující oktávu na dvanáct stupňů, mezi nimiž je vzdálenost jeden půltón.

## Chromatické stupnice podle ladění
Dvanáctitónové rovnoměrně temperované ladění s dvanácti shodnými půltóny je v současné evropské hudbě nejčastěji používanou formou chromatické stupnice. Ostatní stupnice, v současnosti běžně používané v evropské hudbě, lze vytvořit jako podmnožinu této stupnice.
Chromatické stupnice lze vytvořit i v jiných temperovaných laděních, v ladění pythagorejském, středotónovém a dalších. V těchto případech mají půltóny nestejnou velikost.
Chromatická stupnice se v evropské hudbě objevila ve 14. století, kdy byla vytvořena rozšířením diatonické stupnice v pythagorejském ladění.

## Složení a značení chromatické stupnice
Chromatická stupnice je v dnes nejrozšířenějším temperovaném ladění odvozována zvyšováním (při vzestupném provedení) nebo snižováním (při sestupném provedení) tónů durové stupnice tak, aby bylo použito všech dvanáct půltónů, na něž je dělena oktáva.
Například chromatická stupnice od tónu c (viz obrázek výše) je tedy zapisována
- vzestupně: c – cis – d – dis – e – f – fis – g – gis – a – ais – h – c
- sestupně: c – h – b – a – as – g – ges – f – e – es – d – des – c